# Microtus evoronensis
Microtus evoronensis är en däggdjursart som beskrevs av Kovalskaya och Nikolai Nikolaevich Sokolov 1980. Microtus evoronensis ingår i släktet åkersorkar och familjen hamsterartade gnagare. IUCN kategoriserar arten globalt som otillräckligt studerad. Inga underarter finns listade i Catalogue of Life.
Arten tillhör undersläktet Alexandromys som ibland godkänns som släkte.
Vuxna exemplar är 12,2 till 15,7 cm långa (huvud och bål), har en 4,0 till 6,5 cm lång svans och väger 51 till 91 g. Bakfötterna är 1,8 till 2,2 cm långa och öronen är 1,1 till 1,5 cm stora. Hanar är allmänt större än honor. Arten har mörkbrun päls på ovansidan och på huvudet samt grå till vitaktig päls på undersidan. Även svansen är uppdelad i en mörk ovansida och en ljus undersida. Avvikande detaljer av kindtändernas kronor samt av hanarnas penisben skiljer Microtus evoronensis från andra åkersorkar. Arten har en diploid kromosomuppsättning med 38, 39 eller 40 kromosomer (2n=38–40).
Denna sork är bara känd från en liten region vid floden Amur i östra Ryssland. Den lever i slättlandet intill floder som kännetecknas av många örter. Längre bort från strandkanten växer barrskogar.
Födan utgörs främst av gräs och halvgräs som kompletteras med olika örter. Växterna tillhör till exempel rörsläktet, släktet glycerior, pimpinellsläktet eller släktet natar. Boet ligger vanligen i en grästuva. Mellan maj och juli kan honor föda upp till 3 kullar. Efter dräktigheten som varar 17 till 20 dagar föds 3 till 11 ungar per kull, oftast 5 till 7. I genomsnitt ligger 23 dagar mellan två dräktigheter.